# Espace 600
L'Espace 600 est un théâtre situé au 97 Galerie de l'Arlequin à la Villeneuve (Grenoble) et spécialisée dans le théâtre jeune public. Il s'agit d'une scène régionale Rhône-Alpes, Scène ressource du département de l'Isère et Scène conventionnée d'intérêt nationale Art, enfance, jeunesse depuis 2021.

## Historique
L'Espace 600 est inauguré en 1973 dans le quartier de La Villeneuve, quartier dont la création a débuté en 1972. Composé du quartier de l’Arlequin et des Baladins, La Villeneuve est le fruit d’un projet d’expérimentation sociale et urbaine d'envergure nationale, qui avait pour but de répondre à des problématiques de logement social, tout en ouvrant une perspective plus conviviale avec un nouveau centre urbain dans le sud de l'agglomération, par le rejet des voitures aux bordures du quartier et l'intégration d'équipements sociaux éducatifs et culturels à portée des habitants. L'Espace 600 se trouve au cœur de la galerie de l'Arlequin.
À cette époque, le lieu est nommé Espace 600 car il comporte 600 places et fait office de salle polyvalente qui accueille à la fois des débats et des manifestations culturelles. C'était un lieu de rassemblement dans la Maison de Quartier. En 1974, La Villeneuve voit la création d'une chaîne locale, Vidéogazette. Son émission phare, L'Agora, émission de débat conçue par les habitants, est enregistrée à l'Espace 600.
L'Espace 600 est alors un Centre d'Action Culturel (CAC). À partir de 1976 jusqu'en 1986, Robert Subtil est à la tête de l'établissement, en relation avec le CEPASC (Centre d'éducation permanente et d'animation socio-culturelle). 
À ses débuts (1976-1986), la programmation de l’Espace 600 n’était pas faite annuellement, les spectacles étaient proposés par des compagnies extérieures, par la ville de Grenoble et par des habitants. On pouvait donc y trouver une programmation variée : soirées ethniques, musiques du monde, artistes connus comme Valérie Lagrange, Alain Bashung, accueil des élèves du conservatoire pour leurs productions mais aussi des conférences, des débats, des congrès, etc. L'Espace 600 accueille notamment les premières chorégraphies de Jean-Claude Gallotta et de Christiane Blaise. Sur la saison 1982-1983, 95 représentations ont lieu pour un total de 14 250 spectateurs. Mais par manque de moyens, l'Espace 600 se sépare du CEPASC.
La Ville nomme alors à sa tête le metteur en scène Jean-Vincent Brisa et sa compagnie du Théâtre des Deux Mondes en 1986. Avec pour but de  « mettre en œuvre une programmation de qualité professionnelle et d'expression artistique pluridisciplinaire ». Les missions du lieu prennent alors une tournure plus artistique. Ce changement de direction est alors perçu avec appréhension par les habitants du quartier qui souhaitent concilier l'utilisation de la salle non seulement par la troupe mais aussi par différentes associations afin de rester fidèle au caractère originel du projet et ses ambitions.
Jean-Vincent Brisa, privilégie les jeunes troupes et les troupes professionnelles de théâtre. Il s’engage à accueillir les manifestations du quartier, à donner deux représentations par saison de sa compagnie, à ouvrir une formation théâtrale et à accueillir trois ou quatre compagnies régionales en résidence. De par la loi 1901, la compagnie de Brisa et l’Espace 600 deviennent une association le 17 novembre 1988.
La compagnie Jean-Vincent Brisa travaille quatre mois sur ses projets de spectacle pour elle-même, quatre mois sont réservés à des productions extérieures, et trois mois à des productions du quartier et des établissements scolaires. Ainsi, l'Espace 600 présentera notamment des spectacles, mais aussi des concerts lyriques (Suzanne Simonka et Daniel Berthet) et des one-man-show (Gilbert Laffaille).
Durant les années 1990-1992, on voit arriver à l’Espace 600 un festival de conte avec les Mamans Conteuses, des femmes du quartier et des conteurs professionnels et également Michel Hindenoch.
En 1993, Geneviève Lefaure qui avait été présidente de l’Union de Quartier, rejoint le projet et  crée l'association des usagers de l'Espace 600. Association qui, avec le dépôt de bilan de Jean-Vincent Brisa est amenée à prendre de plus en plus d'importance.
En 1996, la Ville se retire de son statut de gestionnaire du lieu bien qu'elle continue à le subventionner. La saison 1996-1997 sera alors une période de transition durant laquelle Geneviève Lefaure sera chargée de la préfiguration d’un nouveau projet, articulant réalités sociales du quartier à la création artistique.
C'est le 1er janvier 1998 que l'Espace 600 est officiellement dirigé par l'association des usagers qui est alors composée d'habitants de la Villeneuve, de représentants d'associations, d'enseignants, d'animateurs, d'artistes professionnels et amateurs et de jeunes. Une convention est signée avec la ville de Grenoble qui s'engage à inscrire le spectacle vivant dans le quartier et à la rendre accessible à toute l'agglomération. La programmation s'adresse essentiellement à un jeune public et contribue à lui faire découvrir des créations interdisciplinaires.
Direction: 
- Geneviève Lefaure 1997-2008
- Laure-Anne Legrand 2008- 2011
- Lucie Duriez 2011- 2018
- Anne Courel 2018- 2025
- Christianne Boua 2025 - ...

## L’Espace 600 aujourd’hui
Aujourd’hui, l’Espace 600, Scène Rhône-Alpes, est à la fois un théâtre ouvert à la création contemporaine pour la jeunesse, un théâtre de découverte de jeunes compagnies et un théâtre de proximité au cœur de la Villeneuve de Grenoble.
L’Espace 600 accompagne les jeunes, enfants et adolescents, dans leur découverte du spectacle vivant. « L’Ecole du spectateur » participe à l’éducation de leur regard et à la formation de leur esprit critique.
L’Espace 600 favorise la rencontre de jeunes artistes avec le public. Il accueille de jeunes compagnies en résidence et programme leurs premières créations. Il donne à des jeunes et parfois des adultes la possibilité de s’approprier le plateau et de se confronter à une salle pour présenter leurs travaux, professionnels ou amateurs, dans le cadre de formations et d’ateliers.
L’Espace 600 travaille en réseau avec de nombreux partenaires éducatifs, culturels, sociaux, associatifs. Avec eux il met en place des projets d’action artistique et culturelle qui affirment la capacité de la culture à créer du lien social.
Une des particularités de la salle est aussi qu’elle est engagée dans l’association HF Rhône-Alpes pour permettre l’égalité des hommes et des femmes dans le spectacle vivant, une représentation la plus égalitaire possible des filles et des garçons dans les spectacles proposés mais également dans les métiers du secteur culturel.